# 延岡市立城小学校
延岡市立城小学校（のべおかしりつ じょうしょうがっこう）は、宮崎県延岡市北方町早上巳にあった公立の小学校。
2014年（平成26年）3月末をもって閉校し、小中一貫校「延岡市立北方学園」へ統合された。

## 概要
歴史
1906年（明治39年）に北方村内の尋常小学校2校（椎畑・早日渡）を統合して創立した「城尋常小学校」を前身とする。2006年（平成18年）に創立100周年を迎えた。2014年（平成16年）に延岡市内旧・北方町域の小学校4校（北方・城・美々地・三椪）と、中学校1校（北方）が統合の上、小中一貫校「延岡市立北方学園」となり、108年の歴史に幕を下ろした。
校章
桜の花弁を背景にして、中央に校名の「城」の文字を配している。
校歌
作詞は小嶋政一郎、作曲は海老原吉之による。歌詞は3番まであり、3番の歌詞中に校名の「城」が登場する。
通学区域
「早日渡（上・中・下）、八峡、三ヶ村、椎畑、滝下」地区。中学校区は延岡市立北方中学校であった。

## 沿革
- 1906年（明治39年）4月7日 - 北方村内の尋常小学校2校（椎畑・早日渡）を統合の上、北方村城に「城尋常小学校」を創立。
- 1907年（明治40年）4月 - 高等科を併置の上、「城尋常高等小学校」に改称。
- 1908年（明治41年）4月 - 改正小学校令により、尋常科（義務教育年限）が4年制から6年制に改められる。これにより、旧高等科1年を尋常科5年、旧高等科2年を尋常科6年、旧高等科3年を高等科1年、旧高等科4年を高等科2年に改める。
- 1910年（明治43年）- 校舎を増築。
- 1924年（大正13年）4月 - 上城運動場を開設。
- 1931年（昭和6年）10月 - 木造2階建て東校舎が完成。
- 1941年（昭和16年）4月1日 - 国民学校令施行により、「北方村城国民学校」と改称。尋常科を初等科に改める。
- 1947年（昭和22年）
  - 4月1日 - 学制改革（六・三制の実施）により、国民学校初等科が、新制小学校「北方村立城小学校」に改組・改称。
  - 5月12日 - 新制中学校「北方村立美々地中学校城分校[3]」が小学校に併設される。
- 1948年（昭和23年）4月 - 学級増加の認可が下り、9学級となる。
- 1950年（昭和25年）3月 - 西校舎（4教室）が完成。
- 1967年（昭和42年）2月 - 鉄筋コンクリート造2階建て新校舎が完成。
- 1969年（昭和44年）3月 - 岩石園および観察池が完成。
- 1970年（昭和45年）
  - 5月 - 学校給食を開始。
  - 11月3日 - 北方村の町制施行により、「北方町立城小学校」に改称。
- 1974年（昭和49年）12月 - 体育館が完成。
- 1978年（昭和53年）8月 - プールが完成。
- 1993年（平成5年）8月10日 - 台風7号により、校舎が床上浸水。甚大な被害を受ける。
- 1998年（平成10年）
  - 7月 - 城小学校みどりの少年団を結成。
  - 8月 - PTAの主催による第1回城小祭を開催。
- 1999年（平成11年）6月 - フルブライト教育基金によるアメリカ教育視察団が来校。
- 2002年（平成14年）5月 - 社会福祉普及推進校に指定される。
- 2005年（平成17年）9月6日 - 台風14号により校舎および体育館が床上浸水（2.1m）
- 2006年（平成18年）2月20日 - 市町合併により、「延岡市立城小学校」（最終名）に改称。
  - 5月15日 - 創立100周年記念式典を挙行。
- 2014年（平成26年）
  - 2月22日 - 北方町内の小中学校で合同閉校式典を挙行。
  - 3月31日 - 閉校。108年の歴史に幕を閉じる。

## 交通
最寄りのバス停留所
- 宮崎交通 「城」停留所

最寄りの幹線道路
- 宮崎県道237号北方高千穂線

## 周辺
- 城のオガタマ
- 城橋
- 五ヶ瀬川

## 参考資料
- 「北方町史」（1972年（昭和47年）6月発行, 北方町役場）p.219～222（城小学校）